# Баэс, Сесилио
Сесилио Баэс Гонсалес (исп. Cecilio Báez González, 1 февраля 1862, Асунсьон — 18 июля 1941, там же) — парагвайский политический и государственный деятель. Временный президент Парагвая. Педагог, профессор, доктор наук, историк.
С 8 декабря 1905 по 25 ноября 1906 года исполнял обязанности президента Парагвая.
Член Либеральной партии. Идеолог партии. Его президентство началось в период правления Либеральной партии, которое длилось более 30 лет. В течение многих лет занимал пост министра иностранных дел в правительстве либералов.
В 1887 году был одним из основателей Демократического центра Парагвая.
Был профессором университета Асунсьона, деканом юридического факультета, читал лекции по истории, а с 1929 по 1941 год — ректором Национального университета.
Автор ряда исторических, социологических и юридических трудов, в том числе, о гражданских свободах и диктатуре в Парагвае и Южной Америке, а также исторического обзора Парагвая.
Почëтный Вечный ректор Национального университета Асунсьона. За свою долгую научную карьеру, награждён несколькими международными премиями. Был избран членом Общества социальных наук Филадельфии в США, Исторической Академии в Гаване и Société Académique de l’Histoire International в Париже.